# N.L. Høyen
Niels Laurits Høyen (født 4. juni 1798 i København, død 29. april 1870) regnes for at være Danmarks første kunsthistoriker.

## Kort oversigt
I 1825 var han medstifter af Kunstforeningen, der konstitueredes i 1827.
I 1829 blev han professor ved Kunstakademiet og den først udnævnte docent i kunsthistorie ved Københavns Universitet.
Høyen havde stor betydning for dansk national malerkunst i første halvdel af det 19. århundrede.
Han var også en overgang direktør for malerisamlingen på Christiansborg.
1840 blev han Ridder af Dannebrog og 1867 Dannebrogsmand.

## Opvækst og ungdom
Han var søn af brændevinsbrænder Anders Larsen Høyen, hvis tilnavn var taget af landsbyen Højen i Vendsyssel. Faren blev senere ejer af en bryggergård på Nørregade. Moderen, Inger Margrethe født Schrøder, var datter af en podemester i Jylland og havde tjent som pige i adskillige bedre københavnske huse, inden hun blev gift. Til trods for familiens ret gode kår bevarede husstanden stadig et tarveligt præg, som moderen strengt overholdt, også i sin egen påklædning. Faderen var en dygtig, men ganske jævn forretningsmand, og moderen var uden tvivl bedre begavet, og hun havde en større horisont. Ligesom sønnen sikkert gennem hende havde arvet mindst broderparten af sine gode evner, skyldes det vistnok også hendes gode råd, at han, der først var bestemt for at opdrages til praktisk virksomhed for en gang at blive faderens efterfølger så glat fik lov til at gå den studerende vej, efter at man i skolen var bleven opmærksom på hans evner. Den opvakte dreng havde øjnene med sig, og hvad han som lille havde set af billedkunst, prentede sig lige så levende i hans sjæl som de indtryk, han på sine små skovture, med en firskilling i lommen, fik af den danske natur. Ikke mindre ivrig var han til at læse alt, hvad der kom ham for øje, navnlig af historiske skrifter. Ved særegne heldige omstændigheder fik han i sin opvækst adgang til dannede kredse som Bartholins, Kongslevs, Jens Møllers med flere; og huse, der havde åbnet sig for skoledrengen fra det beskedne hjem, stod naturligvis end mere til rede for den unge, begavede student. Høyen kunne være blevet student 1815, men skolebestyreren, M. Nielsen (Borgerdydskolen i København), fandt, at han ikke havde været flittig nok—hvad godt kan være muligt fra skolens synspunkt, navnlig den gang --, thi allotria: moderne litteratur, især den beundrede Goethe, og delvis endog kunst, optoge mange tanker.
Da Høyen blev student 1816, må han have haft en meget vindende personlighed. Han var langtfra smuk, men den åndfulde pande, de levende øjne, de stærke kindmuskler, den lidt store udtryksfulde mund fik et liv, så snart han talte, der tiltrak alle og bevarede sig til hans alderdom. Og han talte, både i det daglige liv og på katedret, gerne og meget. Hans stemme var kraftig og velklingende, og den ejendommelige improvisatoriske produktionsevne, der, hvilende på en ualmindelig indlæringsevne og en aldrig svigtende hukommelse, fulgte ham livet igennem fra hans tidlige barndom, var ligesom en gymnastik og en lægedom for sjæl og legeme. Det flittige og anstrengende liv med studier, som han stadig førte, havde givet ham en vis tilbøjelighed til at skrante, uagtet hans legemlige konstitution i det hele var god. Men kom man til ham om eftermiddagen og blev modtagen med beklagelser over, at han følte sig ilde her og der, behøvede kun hans interesse at vækkes, især hvis emnet æggede til modsigelse, og det gjorde det næsten altid, for Høyen var født polemiker, hvad enten det var til angreb eller til forsvar, så skulde man se en forandring: den på sofaen liggende tilsyneladende patient i slåbrok og hvid nathue rejste sig, øjnene fik liv, og i en ordstrøm, der snart gik over til et veltalende foredrag, hvori deltagere intet mere havde at sige, talte han sig selv rask, medens den besøgende, foruden en nydelsesrig og belærende time, fik tak til, fordi Høyens ildebefindende var forsvundet. Hermed har det hængt sammen, at Høyen, når han skulle holde foredrag, der til sine tider kunne vare 2 eller endog hen ad 3 timer, aldrig kendte til at være uoplagt eller i alt fald aldrig lod tilhørerne ane noget sådant.
Hvad vidste man af kunst den gang som et studium, nogen kunne ofre andet end sin fritid på? Høyen skulle som student og som cand. phil., længere nåede han ikke på sin akademiske bane, vælge sig et studium, han kunne leve af. Han begyndte med jura; det gik ikke; han læste Goethe! Året efter tog han fat på teologi; nej, det gik heller ikke; kirkehistorien kunne jo være god nok ved siden af den øvrige verdenshistorie, som han stadig havde dyrket, og til sine seneste år kunne han både sin historie og sin kirkehistorie; men teologien ville for øvrigt ikke fængsle ham. Og selv når han studerede historie og havde sin indtægt deraf, thi han blev tidlig timelærer i historie ved den skole, som han var dimitteret fra, var det stadig kunsten og dens betydning for menneskets åndsliv, der fængslede ham. Til sidst udtalte en af hans venner det forløsende ord: «Det er jo ikke historien, men kunsthistorien, du studerer!» Det var intet under, at det kneb for hans hæderlige forældre nu også at give afkald på teologien, der i deres øjne kunne have sikret hans fremtid, for et studium, som ingen ret ville vide af at sige. Men han fik sin vilje. I nogle år studerede han nu, så godt forholdene tillod det, kunstens historie. Nogle, forholdsvis få, ældre værker over Europas kunstnere læste han ivrig; hvad her var af malerier, Kobberstiksamlingen, Akademiets afstøbningssamling gennemså han atter og atter. Han blev lærling i Akademiets tegneskole, lærte perspektiv og anatomi og fik adgang til kunstnere som Eckersberg, Gebauer, Jens Peter Møller, hos hvem han kunne sætte sig ind i malernes arbejdsmåde og farvernes anvendelse. Dog sondrede han sig ikke fra kammeraterne, han tog del i Studenterforeningens stiftelse og bragte nye og ukendte emner frem til forhandling i dens møder. Men han følte jo snart, at han måtte til udlandet for at få fast fod i sit studium.
Det var ikke let. Allerede som ung student var han bleven forlovet, og selv om forholdet blev holdt hemmeligt i 2 År, måtte det til sidst åbenbares. Offentlig rejseunderstøttelse turde han ikke tænke på; men faderen var resolut nok til at love ham 400 Sp. Dlr. årlig i 3 år, og da det ikke strakte til, hvor sparsommelig han end rejste, gav faderen et yderligere tilskud. I september 1822 forlod han København, og i juli 1825 var han atter tilbage. Som et for Høyen ikke mindre end for hele tidsalderen karakteristisk træk kan nævnes, at hvor ivrig rejsen end gjaldt kunstens studium, var hans næsten første mål dog Weimar for at se og tale med Goethe. Og hvor beruset han end var deraf, var hans blik dog så ædrueligt, at han i et brev til hjemmet kunne give et næsten plastisk anskueligt billede af digterens personlighed. Det var kun Tyskland, Østrig og Italien, han fik at se på denne rejse; men han havde brugt tiden godt og kom hjem ikke alene med et grundigt historisk kendskab til kunstens udvikling fra oldtid til nutid, men også med et i ualmindelig grad uddannet øje, et blik for den enkelte kunstners individualitet, der gik dybere end fortidens og datidens sædvanlige kunstkendskab, som kun havde det mål at finde et fremragende kunstnernavn, så nær som værkets hovedpræg tillod det, til de billeder, som ikke fra første hånd var navngivne.

## Udnævnelse til professor
De første år i hjemmet så ikke meget lovende ud. Han levede stille med nogle få venner, fordybede sig i det tilegnede stof, lagrede stadig nye kundskaber i sin ånds rummelige skatkammer eller udfyldte og ordnede de allerede bevarede skatte. Dog søgte han også at virke udad for at bane sig vej til en livsstilling. Medens han, med sin stærke selvstændighedsfølelse, foreløbig ernærede sig som timelærer for ikke at trække mere på forældrenes godhed, tog han del i Kunstforeningens stiftelse (1827) og i redaktionen af de 3 første bind af Maanedsskrift for Litteratur (1829). Men det vigtigste skridt var dog de forelæsninger, som han fik tilladelse til at holde ved Kunstakademiet i vinteren 1826-27 over den antikke malerkunst. Det var et omhyggeligt forberedt værk, som viste Høyens bedste arbejdsfelt, hans overordentlige evne til i et veltalende foredrag at meddele et rigt kundskabsstof på en af klar og anskuelig måde. Imidlertid hengik dog en ængstelig ventetid, indtil professor N.I. Schows afgang i februar 1829 Stemmerne kunne samle sig om at vælge ham til professor i historie og mytologi ved Kunstakademiet, hvorunder dog var indbefattet kunsthistorien der hurtigt blev enerådende. Lønningen var kun 200 Rdl., og først fra 1840 fik Akademiets professorer den normerede lønning, 300 Rdl. Dog forøgedes Høyens indtægter ved, at han fra 1831 fik 400 Rdl. årlig for "at udarbejde Danmarks Kunsthistorie". Dette tilskud beholdt han hele sit liv. Året efter turde han endelig bestemme sig til at gifte sig på disse beskedne indtægter, og 8. april 1832 ægtede han i Kundby Præstegård sin forlovede, Edele Birgitte Westengaard (født 30. april 1799), datter af Provst Otto Westengaard (1763 – 1835) og Anne Kirstine født Lange (1773 – 1834).
Høyens kunsthistoriske syn vendte sig ganske naturlig også imod, hvad der måtte være bevaret af kunst i Danmark fra de henfarne tider. Han havde opholdt sig en lille tid i Hillerød i 1828 og gjort sig bekendt med den store samling, navnlig af portrætter, som den gang bevaredes der, men han havde også undret sig over det kaos, hvori han fandt godt og slet mellem hinanden. Interessen for det studium, den da allerede 30 årig mand drev med så megen ihærdighed, vaktes hos indflydelsesrige mænd, deriblandt hos Jonas Collin, hvis alsidige syn var åbent for alt, hvad der kunne udvikles til gavn for fædrelandet, og i 1829 bevilgede kongen af Fonden ad usus publicos Høyen en understøttelse ”én Gang for alle” på 500 Rdl. til en rejse i de danske provinser. Efter at have set Kronborg og Lunds Domkirke rejste han til Lybæk og gennemgranskede derefter Holsten og noget af Slesvig. Til trods for Høyens ængstelige frygt for ikke at have fået nok udrettet var udbyttet i virkeligheden så stort og så overraskende, at det ikke blev ved ”én Gang for alle”; 1830 fik han atter 500 Rdl., i 1832 300 Rdl. årlig i 2 År. Han foretog således i alt 4 større rejser i Danmark i kunsthistorisk øjemed. Høyen nåede ganske vist aldrig til ”at udarbejde Danmarks Kunsthistorie”; men ikke desto mindre har han uvisnelig fortjeneste af, hvad han gjorde som forberedelse dertil. I de i Nationalmuseets arkiv bevarede notesbøger fra disse rejser, i en række med største samvittighedsfuldhed og omsigt udarbejdede monografier har han nedlagt et grundlag for behandlingen af dansk kunsthistorie, som er uundværligt for den senere gransker og til dels næppe nok nu ville kunne tilvejebringes. Mangfoldige er de kunstværker, som han har frelst fra undergang, snart ved at henlede de lokale myndigheders opmærksomhed på deres betydning og værd, snart ved at foranledige, at de flyttelige genstande, som malerier og lignende, fik plads, hvor deres bevaring for menneskelige øjne syntes sikret, selv om senere uforudsete ulykker have gjort ubodelig skade. Og på samme tid som han med klart historisk blik vurderede, hvad der på kunstens forskellige områder var efterladt, fulgte han med levende interesse hele nutidens kunstudvikling og var med sin utrættelige åndsfriskhed altid en velmenende og pålidelig rådgiver for hele den kreds af jævnaldrende og senere af yngre kunstnere, der søgte forklaring eller opmuntring hos ham.

## Kuratering
Til den ene side af denne hans virksomhed knytter sig blandt andet ordningen og så at sige en ny oprettelse af den store malerisamling på Frederiksborg, hvoraf desto værre største delen gik tabt ved branden i 1859. Til den anden side knytter sig den stilling, som han i 1839 overtog efter Johan Conrad Spenglers død, først som inspektør ved Den Kongelige Malerisamling, senere som direktør, dog med konferensråd Chr. J. Thomsen, til dennes død (1865), ved sin side. Hele den ældre samling vandt ved udskydelsen af en stor del betydningsløse arbejder, ved inddragningen af fremragende kunstværker, som han fandt spredte på de kongelige slotte, og endelig ved en ophængning og ordning, der lod samlingens hovedværker komme til deres ret, på samme tid som hver sal, hver væg dannede en harmonisk helhed, hvori selv underordnede Billeder på den dem anviste plads gjorde en virkning, som de, enkeltvis sete, ikke ville have været i stand til. Indkøbet af nye malerier af den danske skole bragte ham i frugtbar vekselvirkning med de dalevende kunstnere, og selv om han ikke sjælden måtte gøre sin kollega og i førstningen tillige en overordnet hofchef indrømmelser, der ikke altid behagede ham, lykkedes det ham dog at tilvejebringe en i det hele vellykket repræsentation af den opblomstrende kunstnerkreds, som virkede i Danmark omtrent fra 1820 at regne. Mangen en kunstner fandt sin rette livsbane ved den opmuntring, som samlingens indkøb af et forsøg i en ny retning bragte ham. Navnlig var Høyens blik rettet på, hvad der i fortiden havde været livskraften i de store berømmelige kunstskoler i Europa, og han mente at se dette i en tilknytning til det enkelte lands nationale liv, hvori kunstnerens egen natur bedst bundede og lettest fandt udtryk for, hvad der rørte sig i hans sjæl. Det liv, hans fyrige veltalenhed vakte i en stor kreds af kunstnere, har båret frugt ikke alene blandt dem, der sluttede sig til ham, men påvirkede uvilkårlig også i ikke ringe grad den kreds, der optrådte som hans modstandere. Og da denne kreds netop havde mest at sige i Akademiet, forlagdes ganske naturlig Høyens indflydelse mere til malerisamlingen og til Kunstforeningen, hvis første blomstringstid har Høyen meget at takke for. Da omsider en vis modstand også der fik overtaget, stiftede han i 1847 ”Selskabet for nordisk Kunst”, som i en årrække med forholdsvis små midler udrettede meget til den nationale kunsts udvikling.

## Forelæser
Høyens forelæsninger vare i en lang årrække kun bestemte for Akademiets elever, og om også adskillige ældre kunstnere blev ved at komme, var det dog kun en snævrere kreds, som havde lejlighed til at høre ham i den lille forelæsningssal. Men derfor var foredraget ikke mindre vel forberedt, ikke mindre ildfuldt, ikke mindre indtrængende i sin svulmende, dog altid klart anskuelige fylde; Billederne malede sig så at sige for tilhørernes øjne. Han fik dog i tidens løb lejlighed til at meddele sin kundskabs rige fylde i mindre afgrænsede kredse. I sit eget hjem, hos konsul A. Hage, i selskabet for nordisk Kunst samlede han af og til en større og mindre tilhørerkreds omkring sig, og følelsen af, at en åndelig kraft af så stor betydning fortjente at virke under større forhold, arbejdede sig efterhånden således frem, at det blev en nødvendighed, at universitetet oprettede en lærestol for ham. Den 26. juni 1856 fik Høyen udnævnelse som ekstraordinær docent i kunsthistorie med 600 Rdl. i årligt honorar. Dog forbeholdt han sig ret til kun at holde én række forelæsninger, så vel for Akademiets som for universitetets tilhørerkreds. Skønt Høyen var 58 år gammel og kun med betænkelighed havde modtaget denne ansættelse, udfoldede han i de 14 år, det endnu var ham forundt at virke, en sådan overlegenhed i stoffets behandling, en sådan veltalenhed, at mindet om denne hans Gjerning, hvor flygtigt det levende ord end er, ikke vil dø, så længe det danske sprog lever. Så vidt vides, begyndte han pligtskyldigst at holde sin første forelæsning i en af universitetets auditorier. Men det varede ikke længe, før Akademiet åbnede ham sin store festsal, der den gang tillige var hovedlokalet for dets afstøbningssamling og altid kaldtes Antiksalen. Her, mellem græske guder og gudinder, mellem Ægineternes (?) stive alvor og Phidias' fuldendte kunst, samledes hver ugedag en så talrig kreds, som salen kunne rumme, fra det københavnske åndslivs forskellige lag, lige fra gamle universitets- og akademi professorer til unge studenter og kunstnere. Gennem tætte klynger måtte han med sin ejendommelige, haltende gang (da hans ene ben var kortere end det andet) bane sig vej til den åbne skammel, der var hans kateder; undervejs, ombyttede han hatten med den sorte fløj els kalot, kastede et prøvende blik hen over rækken af de opstillede illustrationer til foredraget, og samtidig med at han rakte den røde skolebetjent sin hat og overfrakke, talte han allerede! Uden at trættes talte han for det meste et par timer, og uden at trættes fulgte den tætte tilhørerkreds hans beåndede ord. Han begyndte sin forelæsningsrække med at behandle oldtidens kunst, gik historisk fremad år for år og nåede opad mod den nyere tid, om end det ville have krævet år endnu af hans liv, hvis han skulde være bleven færdig. Kun enkelte partier af disse forelæsninger er bevarede i tilhøreres kollegiehæfter, et enkelt, forelæsningen over Rafael, er udgivet (1875), et samlet håndskrift til hele rækken har aldrig været til fra hans egen hånd. Han forberedte sig i hovedet og talte frit, som ordene med aldrig svigtende flugt faldt ham i munden.
Over for en hel anden kreds af tilhørere fik han også lejlighed til at udøve en påvirkning af vidtrækkende betydning, da selskabet for Danmarks kirkehistorie fra 1852 begyndte at holde møder rundt om i landet, hvor en mere anselig kirke, først og fremmest domkirkerne, gav et passende udgangspunkt. Selskabet fik Høyen til så at sige hvert år at holde et foredrag, sædvanlig om den kirke, hvori mødet blev holdt, og disse foredrag, hvorved de dannede kredse hele landet rundt fik øjet opladt for, hvad de hver især ejede af værdifuld kunst, har skabt en interesse for vore minder, som satte sin betydningsfuldeste frugt i ombygningen eller genopførelsen af Viborg Domkirke (1864-76), hvori under Høyens, stadige og begejstrede ledelse 3 af landets mest ansete arkitekter efter hinanden nedlagde deres kundskab, arbejdskraft og kunstneriske snilde. Her kan siges med Pastor Fibiger, der talte ved hans kiste: "Jeg kan ikke holde op med at tale godt om min Ven"; men dagen hældede alt, og hans livsgerning endtes mere brat, end nogen havde ventet, uagtet han havde overskredet grænsen for støvets år. Netop ved denne grænse gik hans ven i et langt liv, professor Herman Bissen, bort, og Høyen tolkede i Akademiet i en gribende sørgetale, hvad Bissen havde været som kunstner og som menneske. Selv syntes Høyen i en lang årrække så uforandret, med samme friskhed i talen, samme klang i stemmen, samme muntre spøgefuldhed i hjemmet – kun middagssøvnen var bleven lidt længere. Endnu året før havde han foretaget en for hans alder anstrengende rejse til Tyskland og Holland, tilsyneladende uden men, da en forkølelsessygdom kastede ham på sygesengen; det syntes et øjeblik, som han atter skulde rette sig, men en ny sygdom brød ud, og den 29. april 1870 døde han stille, med den fordringsløse gudhengivenhed, der havde ført ham gennem livet. Hans barnløse hustru, der på et år nær var hans jævnaldrende, døde 27. september 1883.
Høyens litterære arbejder, der ikke var mange og nærmest bestod af tidsskriftsartikler, samlede professor Johan Louis Ussing i 3 Bind, med hvis udgivelse (1871-76) ”Selskabet for nordisk Kunst” sluttede sin virksomhed. Ved siden deraf havde dette selskab i Høyens levende live udgivet største delen af hans fortjenstfulde værk om arkitekten Harsdorff, hvis slutning professor Jul. Lange måtte tilføje. Dog må endnu nævnes Høyens tekst til litografierne af Brüggemanns altertavle i Slesvig og til Hermann Ernst Freunds ragnarokfrise, tegnet af Olrik, og endelig hans ivrige medvirkning ved udgivelsen af Danske Mindesmærker.